# 俅江龙胆
俅江龙胆（学名：Gentiana qiujiangensis）是龙胆科龙胆属的植物，为中国的特有植物。分布在中国大陆的云南等地，生长于海拔3,900米的地区，多生在高山草地以及高山沼泽地，目前尚未由人工引种栽培。